# Сисоват I
Сисоват — король Камбоджи с 24 апреля 1904 по 9 августа 1927. Сын короля Анг Дуонга; родился в Баттамбанге 7 сентября 1840; воспитывался вместе со сводным братом принцем Нородомом в Бангкоке, когда Сиам вместе с Вьетнамом владел Камбоджей и возводил королей Камбоджи.
После смерти его отца короля Анга Дуонга в 1860 он направился в старую столицу Оудонг к северу от Пномпеня, чтобы помешать его младшему сводному брату Си Вотха захватить трон. Конечно, его отозвали в Сиам, чтобы сделать возможным коронацию принца Нородома как короля Нородома I, которого Сиам рассматривал как удобного властителя. Сам Сисоват стал вместо этого «вторым королём» (Оббареах) и вследствие этого первым претендентом на трон.
Когда король Нородом I в 1863 заключил договор с Францией об установлении протектората, Сисоват прекратил свои связи с Сиамом, где получал от Франции финансовую поддержку, которая должна была позволить французам охранять короля Нородома от возможного вступления на престол принца Сисовата. Тем не менее, в 1867 г. он покинул Бангкок, чтобы поднять в Камбодже антифранцузские восстания. Однако, уже вскоре он признал французский протекторат.
После смерти короля Нородома I 24 апреля 1904 он наследовал ему как король Сисоват I. После своей коронации в 1906 он нанёс французским властям государственный визит, во время которого посетил сначала колониальную выставку в Марселе и затем был с честью принят в Париже.
Во время всего своего правления он поддерживал постоянную дружбу с резидентом Франции в и рассматривался как одна из образованнейших личностей его королевства. Верность властям протектората продолжалась во время Первой мировой войны, когда он поддерживал набор рабочих и солдат для Франции.
В 1916 он вёл переговоры для успокоения протестов мелкого крестьянства против барщинного труда. После его смерти (9 августа 1927 в Пномпене) его сын Сисоват Монивонг наследовал ему как король Камбоджи.